# Čakov, České Budějovice
Čakov là một làng thuộc huyện České Budějovice, vùng Jihočeský, Cộng hòa Séc.